# 런닝맨 (텔레비전 프로그램)
《런닝맨》은 SBS TV에서 2010년 7월 11일부터 방송되는 예능 프로그램으로 대한민국 최장수 버라이어티 프로그램이다. 해외에서 인기가 많다.

## 역사
- 2010년 7월 11일 ~ 2012년 4월 29일 : 매주 일요일 저녁 5시 20분에 일요일이 좋다 1부 코너에 편성.
- 2012년 5월 6일 ~ 2015년 11월 1일 : 매주 일요일 저녁 6시 10분에 2부로 편성.
- 2015년 11월 8일 ~ 2016년 4월 10일 : 매주 일요일 오후 4시 50분에 다시 1부로 편성.
- 2016년 4월 17일 ~ 2017년 3월 19일 : 매주 일요일 저녁 6시 30분에 다시 2부로 편성.
- 2017년 3월 26일 ~ 2018년 12월 30일 : 매주 일요일 오후 4시 50분에 독립 편성되어 1부와 2부로 분할 방송.
- 2019년 1월 6일 ~ 2021년 6월 27일 : 매주 일요일 저녁 5시에 1부와 2부로 분할 방송.
- 2021년 7월 4일 ~ 2022년 12월 25일 : 매주 일요일 저녁 5시에 통합 편성되어 방송된다.
- 2023년 1월 1일 ~ 2023년 5월 14일 : 매주 일요일 저녁 6시 20분에 통합 편성되어 방송된다.
- 2023년 5월 21일 ~ 2024년 7월 21일 : 매주 일요일 저녁 6시 15분에 통합 편성되어 방송된다.
- 2024년 8월 18일 ~ 현재: 매주 일요일 오후 6시 10분에 통합 편성되어 방송된다.

## 방송 시간
| 방송 채널 | 방송 기간                           | 방송 시간                         | 방송 시간                         | 비고                    |
| --------- | ----------------------------------- | --------------------------------- | --------------------------------- | ----------------------- |
| SBS TV    | 2010년 7월 11일 ~ 2011년 5월 15일   | 매주 일요일 저녁 5:20 ~ 6:40      | 매주 일요일 저녁 5:20 ~ 6:40      | 일요일이 좋다 코너 편성 |
| SBS TV    | 2011년 5월 22일 ~ 2011년 8월 21일   | 매주 일요일 저녁 6:40 ~ 8:00      | 매주 일요일 저녁 6:40 ~ 8:00      | 일요일이 좋다 코너 편성 |
| SBS TV    | 2011년 8월 28일 ~ 2011년 10월 30일  | 매주 일요일 저녁 5:10 ~ 6:40      | 매주 일요일 저녁 5:10 ~ 6:40      | 일요일이 좋다 코너 편성 |
| SBS TV    | 2011년 11월 6일 ~ 2012년 4월 29일   | 매주 일요일 저녁 5:05 ~ 6:40      | 매주 일요일 저녁 5:05 ~ 6:40      | 일요일이 좋다 코너 편성 |
| SBS TV    | 2012년 5월 6일 ~ 2015년 11월 1일    | 매주 일요일 저녁 6:10 ~ 8:00      | 매주 일요일 저녁 6:10 ~ 8:00      | 일요일이 좋다 코너 편성 |
| SBS TV    | 2015년 11월 8일 ~ 2016년 4월 10일   | 매주 일요일 오후 4:50 ~ 저녁 6:10 | 매주 일요일 오후 4:50 ~ 저녁 6:10 | 일요일이 좋다 코너 편성 |
| SBS TV    | 2016년 4월 17일 ~ 2017년 3월 19일   | 매주 일요일 저녁 6:30 ~ 8:00      | 매주 일요일 저녁 6:30 ~ 8:00      | 일요일이 좋다 코너 편성 |
| SBS TV    | 2017년 3월 26일 ~ 2018년 12월 30일  | 1부                               | 매주 일요일 오후 4:50 ~ 저녁 5:40 | 분리 편성               |
| SBS TV    | 2017년 3월 26일 ~ 2018년 12월 30일  | 2부                               | 매주 일요일 저녁 5:40 ~ 6:20      | 분리 편성               |
| SBS TV    | 2019년 1월 6일 ~ 2021년 6월 27일    | 1부                               | 매주 일요일 저녁 5:00 ~ 5:40      | 분리 편성               |
| SBS TV    | 2019년 1월 6일 ~ 2021년 6월 27일    | 2부                               | 매주 일요일 저녁 5:40 ~ 6:25      | 분리 편성               |
| SBS TV    | 2021년 7월 4일 ~ 2022년 9월 18일    | 매주 일요일 저녁 5:00 ~ 6:30      | 매주 일요일 저녁 5:00 ~ 6:30      | 통합 편성               |
| SBS TV    | 2022년 10월 23일 ~ 2022년 12월 25일 | 매주 일요일 저녁 5:00 ~ 6:30      | 매주 일요일 저녁 5:00 ~ 6:30      | 통합 편성               |
| SBS TV    | 2022년 9월 25일 ~ 2022년 10월 16일  | 매주 일요일 오후 4:50 ~ 저녁 6:20 | 매주 일요일 오후 4:50 ~ 저녁 6:20 | 통합 편성               |
| SBS TV    | 2023년 1월 1일 ~ 2023년 5월 14일    | 매주 일요일 저녁 6:20 ~ 8:00      | 매주 일요일 저녁 6:20 ~ 8:00      | 통합 편성               |
| SBS TV    | 2023년 5월 21일 ~ 2024년 7월 21일   | 매주 일요일 저녁 6:15 ~ 8:00      | 매주 일요일 저녁 6:15 ~ 8:00      | 통합 편성               |
| SBS TV    | 2024년 8월 18일 ~ 현재              | 매주 일요일 저녁 6:10 ~ 8:00      | 매주 일요일 저녁 6:10 ~ 8:00      | 통합 편성               |

## 역대 출연자

### 현재 출연자
| 역대 | 출연자   | 출연 기간               | 방송 회차    | 비고  |
| ---- | -------- | ----------------------- | ------------ | ----- |
| 1대  | 유재석   | 2010년 7월 11일 ~ 현재  | 1회 ~ 현재   |       |
| 1대  | 지석진   | 2010년 7월 11일 ~ 현재  | 1회 ~ 현재   | [ 1 ] |
| 1대  | 김종국   | 2010년 7월 11일 ~ 현재  | 1회 ~ 현재   |       |
| 1대  | 하하     | 2010년 7월 11일 ~ 현재  | 1회 ~ 현재   |       |
| 2대  | 송지효   | 2010년 8월 22일 ~ 현재  | 7회 ~ 현재   |       |
| 4대  | 양세찬   | 2017년 4월 16일 ~ 현재  | 346회 ~ 현재 |       |
| 5대  | 지예은   | 2024년 12월 22일 ~ 현재 | 733회~ 현재  | [ 2 ] |
| 임대 | 최다니엘 | 2025년 4월 6일 ~현재    | 747회 ~현재  | [ 3 ] |

### 하차 출연자
| 역대 | 출연자 | 출연 기간                          | 방송 회차     | 비고 |
| ---- | ------ | ---------------------------------- | ------------- | ---- |
| 3대  | 리지   | 2010년 11월 28일 ~ 2011년 1월 9일  | 19회 ~ 25회   |      |
| 1대  | 송중기 | 2010년 7월 11일 ~ 2011년 5월 1일   | 1회 ~ 41회    |      |
| 1대  | 개리   | 2010년 7월 11일 ~ 2016년 11월 6일  | 1회 ~ 324회   |      |
| 1대  | 이광수 | 2010년 7월 11일 ~ 2021년 6월 13일  | 1회 ~ 559회   |      |
| 4대  | 전소민 | 2017년 4월 16일 ~ 2023년 11월 12일 | 346회 ~ 679회 |      |
| 임대 | 강훈   | 2024년 5월 26일 ~ 2024년 7월 21일  | 706회 ~ 714회 |      |

## 편성 변경 및 결방 사유

### 편성 변경
- 2012년 5월 6일 ~ 2015년 11월 1일 : 《K팝스타》의 종영 후 일요일이 좋다 2부 편성 추후 2부로 재편성.
- 2015년 11월 8일 ~ 2016년 4월 10일 : 《K팝스타 시즌 5》의 종영 후 일요일이 좋다 1부 편성 추후 1부로 재편성.
- 2016년 4월 17일 ~ 2017년 3월 19일 : 《 판타스틱 듀오》 시즌1, 꽃놀이패의 종영 후 일요일이 좋다 2부 편성 추후 2부로 재편성.
- 2017년 3월 26일 ~ 2018년 12월 30일 : 개편에 따른 일요일 오후 4시 50분에 시간대 이동 및 확대 편성 변경. (1부 4시 50분, 2부 5시 40분)
- 2017년 10월 15일 : 2017 KBO 준플레이오프 5차전 《NC 다이노스 VS 롯데 자이언츠》 중계 방송. (1부 6시 10분, 2부 7시)
- 2017년 12월 24일 : 성탄특선영화 《인사이드 아웃》 편성 방송. (1부 6시 20분, 2부 7시)
- 2018년 11월 4일 : 2018 KBO 한국시리즈 1차전 《SK 와이번스 VS 두산 베어스》중계 방송. (1부 6시 10분, 2부 7시)
- 2019년 1월 6일 ~ 2021년 6월 27일 : 개편에 따른 일요일 오후 5시에 시간대 이동 및 확대 편성 변경. (1부 5시, 2부 5시 40분)
- 2019년 9월 22일 : 태풍 타파 뉴스특보로 인한 편성 변경.
- 2022년 9월 25일 ~ 2022년 10월 16일 : 런닝맨 4주 특집으로 10분 확대 편성. (1주차 오후 4시 50분 ~ 오후 6시, 2, 3, 4주차 오후 4시 50분 ~ 오후 6시 20분)
- 2023년 5월 7일 : 한일정상회담 관련 SBS 뉴스특보 편성으로 인한 저녁 6시 40분 편성 변경.

### 결방
- 2010년 10월 10일: SBS 스포츠 2010년 한국프로야구 포스트시즌 플레이오프 3차전 "삼성 라이온즈 VS 두산 베어스" 중계 방송으로 인한 결방.
- 2010년 11월 14일: 창사 20주년 특집 "시청자 여러분 고맙습니다" 편성으로 인한 결방.
- 2011년 10월 16일: SBS 스포츠 2011년 한국프로야구 포스트시즌 플레이오프 1차전 "SK 와이번스 VS 롯데 자이언츠" 중계 방송으로 인한 결방.
- 2012년 7월 29일: "2012 런던 올림픽" 중계 방송으로 인한 결방.
- 2014년 4월 20일 ~ 2014년 4월 27일 : 세월호 침몰 사고의 여파로 인한 결방.
- 2014년 9월 14일: 2014 인천 아시안 게임 축구 남자 예선 " 대한민국 vs  말레이시아"중계 방송으로 인한 결방.
- 2017년 3월 12일: "박근혜 대통령 탄핵" 관련 뉴스특보 편성으로 인한 결방.
- 2018년 2월 11일: 2018 평창 동계 올림픽 스피드 스케이팅 남자 5,000m 중계 방송으로 인한 결방.
- 2018년 2월 25일: "2018 평창 동계 올림픽" 폐회식 중계 방송으로 인한 결방.
- 2018년 10월 28일: SBS 스포츠 2018 KBO 플레이오프 2차전 넥센 히어로즈 VS SK 와이번스" 중계 방송으로 인한 결방.
- 2019년 6월 30일: 남,북,미 정상 판문점 DMZ 회동 관련 뉴스특보 편성으로 인한 결방.
- 2021년 7월 25일 ~ 2021년 8월 1일 : "도쿄 올림픽" 중계 방송으로 인한 결방.
- 2022년 2월 13일: "2022 베이징 동계 올림픽" 컬링 여자 예선 중계 방송으로 인한 결방.
- 2022년 3월 20일: 코로나 19 확진자 증가로 인한 결방.
- 2022년 10월 30일: 이태원 압사 참사의 여파로 인한 결방.
- 2023년 10월 1일: 항저우 아시안 게임 중계방송으로 인한 결방.
- 2023년 12월 31일: "송년특집 런닝맨 - 런닝맨 게스트 어워즈" 스페셜 방송으로 대체로 인한 결방.
- 2024년 7월 28일 ~ 2024년 8월 11일 : 2024 파리 하계 올림픽 중계방송으로 인한 결방
- 2024년 12월 29일 : 전남 무안 공항 비행기 추락 사고 SBS뉴스특보 편성으로 인한 결방

## 시청 등급
| 시청 등급   | 방송 회차                         | 방송 기간                                  | 비고                             |
| ----------- | --------------------------------- | ------------------------------------------ | -------------------------------- |
|             | 1 ~ 342회                         | 2010년 7월 11일 ~ 2017년 3월 19일          | 일요일이 좋다 코너 편성          |
| 343 ~ 513회 | 2017년 3월 26일 ~ 2020년 7월 26일 | 독립 편성 (1부, 2부 분리 편성)             |                                  |
|             | 514 ~ 561회                       | 독립 편성 (1부, 2부 분리 편성)             | 2020년 8월 2일 ~ 2021년 6월 27일 |
| 562 ~ 현재  | 2021년 7월 4일 ~ 현재             | 통합 편성 (지상파·종편 60분 중간광고 포함) |                                  |

## 수상 목록
- 2024년 SBS 연예대상
- 2025년 SBS 연기대상
  - 라이징 스타상 (강훈, 지예은)
- 신스틸러상 (하지원)
  - 신스틸러상 (송지효)
  - 숏클립 최다 뷰상 (김종국)
  - 온라인 시청자가 뽑은 최고 인기 프로그램상 (런닝맨)
  - 대상 (유재석)